# روز جهانی هپاتیت

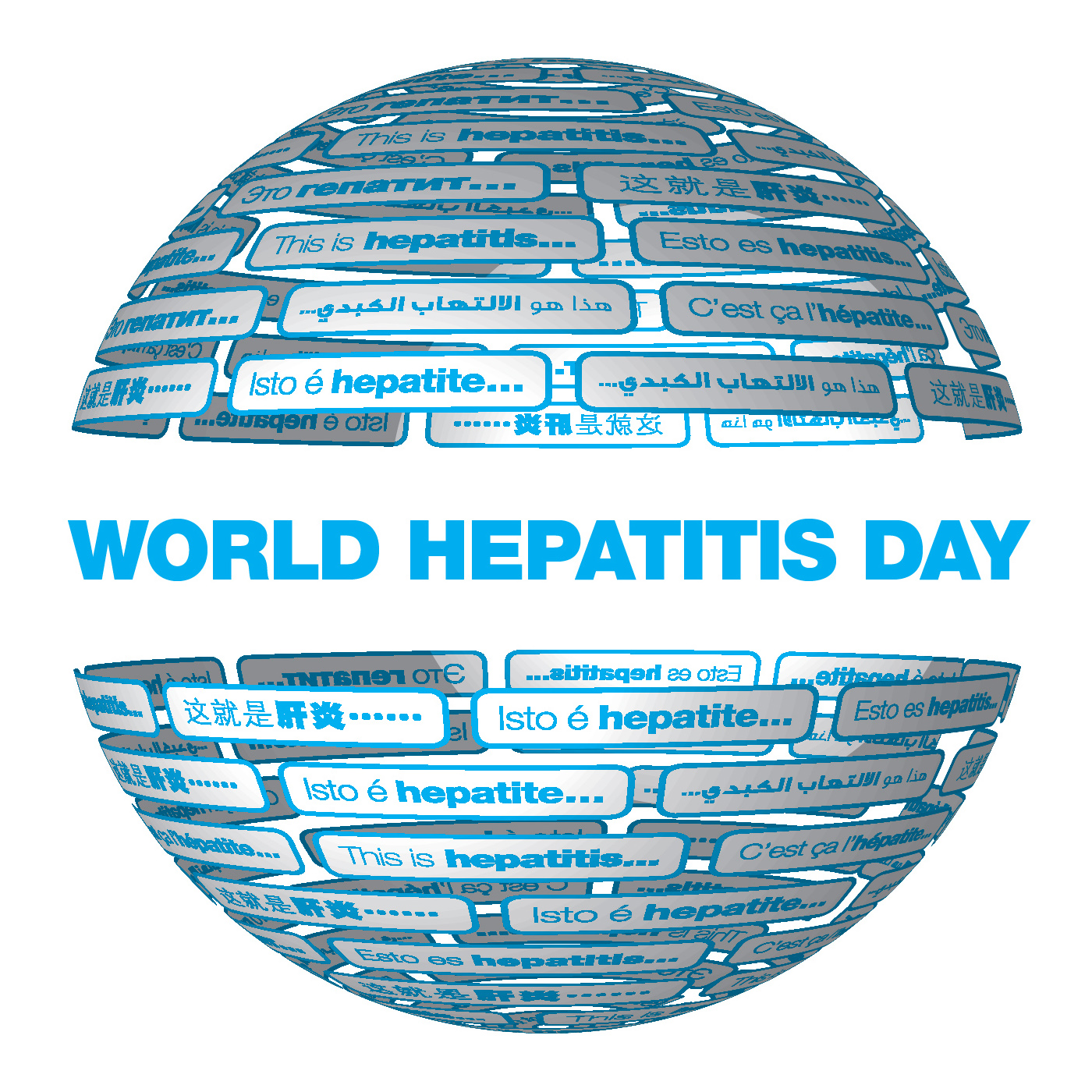
روز جهانی هپاتیت 28 ژوییه

روز جهانی هپاتیت، که در تاریخ ۲۸ ژوئیه برگزار می‌شود، هر سال، هدف آن افزایش آگاهی جهانی در مورد هپاتیت - گروهی از بیماریهای عفونی موسوم به هپاتیت A، B، C، D و E - و تشویق به پیشگیری، تشخیص و درمان است. هپاتیت صدها میلیون نفر در سراسر جهان را مبتلا کرده‌است و باعث بیماری حاد و مزمن می‌شود و سالانه نزدیک به ۱٫۳۴ میلیون نفر را می‌کشد. هپاتیت باعث بیماری‌های کبدی می‌شود و همچنین می‌تواند فرد را بکشد.
روز جهانی هپاتیت یکی از هشت کمپین رسمی بهداشت جهانی است که توسط سازمان بهداشت جهانی (WHO) به همراه روز جهانی بهداشت، روز جهانی اهدای خون، هفته جهانی ایمن‌سازی، روز جهانی سل، روز جهانی بدون دخانیات، روز جهانی مالاریا و روز جهانی ایدز برگزار می‌شود.

## مضامین
- ۲۰۱۱: هپاتیت همه و همه افراد را درگیر می‌کند. می‌دانم. مقابله با آن مقابله با اوست.
- ۲۰۱۲: نزدیک تر از آن چیزی است که فکر می‌کنید.
- ۲۰۱۳: برای جلوگیری از این قاتل خاموش باید کارهای بیشتری انجام شود.
- ۲۰۱۴: هپاتیت: دوباره فکر کنید
- ۲۰۱۵: پیشگیری از هپاتیت ویروسی. همین الان عمل کن.[۳]
- ۲۰۱۶: اکنون هپاتیت را بشناسید.[۴]
- ۲۰۱۷: هپاتیت‌ها را از بین ببرید.[۵]
- ۲۰۱۸: تست. درمان شود. هپاتیت.[۶]
- ۲۰۱۹: برای از بین بردن هپاتیت سرمایه‌گذاری کنید.[۷]